# Rüstringen (Stadt)

Wappen der Stadt Rüstringen von 1911 bis 1937

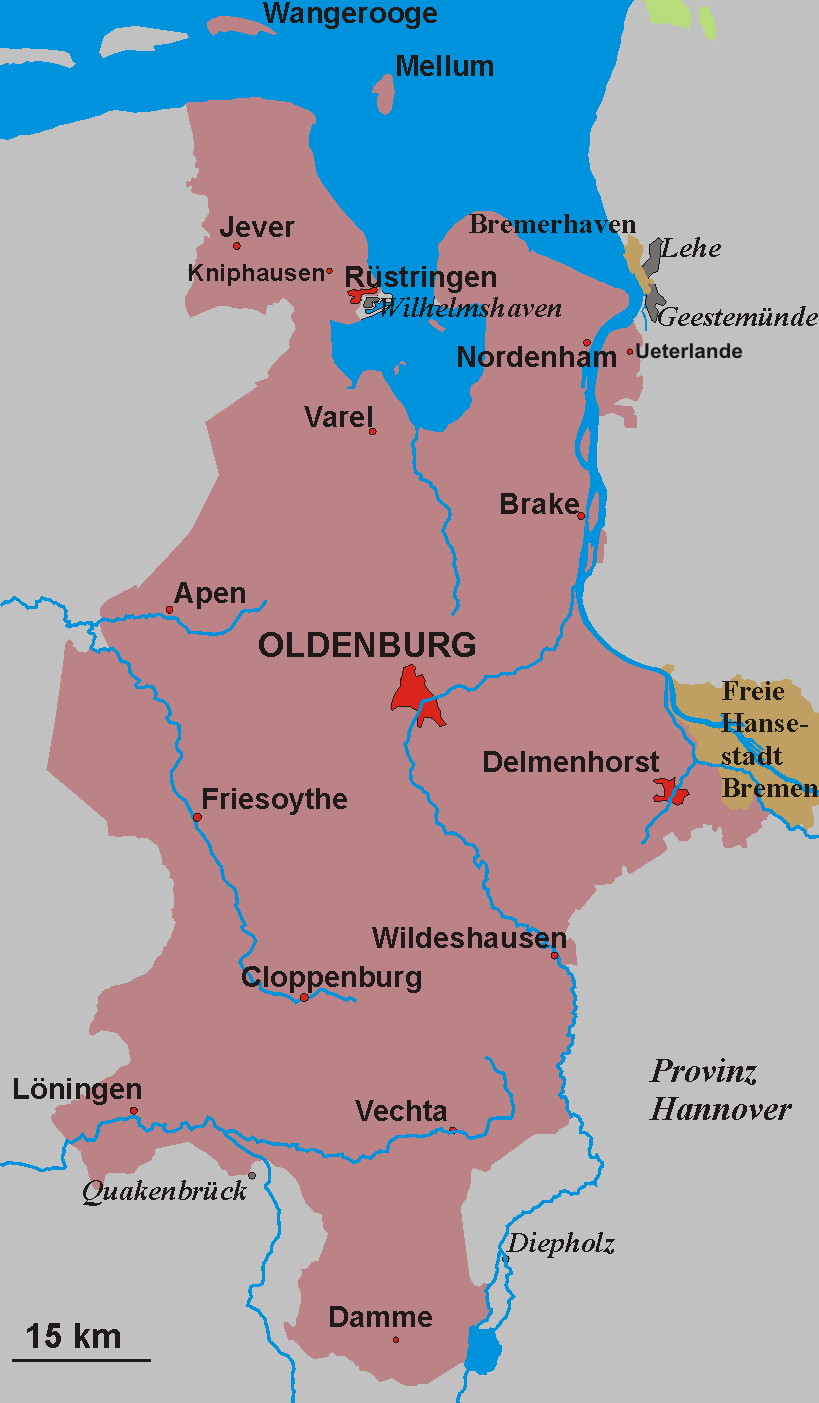
Karte von Oldenburg 1866–1937; Rüstringen ist 1918 größte Stadt im Großherzogtum Oldenburg; Wilhelmshaven gehört zum Königreich Preußen

Rüstringen war von 1911 bis 1937 eine Stadt im Land Oldenburg. Sie entstand aus den der Stadt Wilhelmshaven benachbarten oldenburgischen Gemeinden Bant, Heppens und Neuende. Diese drei Gemeinden hatten von 1902 bis 1911 bereits das oldenburgische Amt Rüstringen gebildet.

## Geschichte

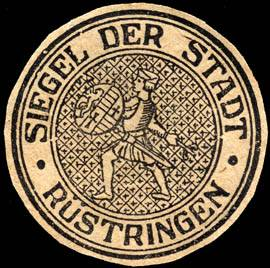
Siegelmarke Siegel der Stadt - Rüstringen

Im Rahmen der vom preußischen Staat betriebenen Hafenbaumaßnahmen in Wilhelmshaven stieg die Bevölkerung Wilhelmshavens und der umliegenden oldenburgischen Gemeinden Bant, Heppens und Neuende stark an. In den zum Amt Jever gehörenden oldenburgischen Gemeinden herrschten durch die fortschreitende städtische Bebauung gänzlich andere Wohn- und Sozialverhältnisse als im übrigen landwirtschaftlich geprägten Amt. Deshalb wurden die drei Gemeinden am 1. November 1902 aus dem Amt Jever ausgegliedert und zu einem eigenen Amt zusammengefasst, das nach dem alten friesischen Gau Rüstringen benannt wurde. Die Forderung nach Gründung einer eigenständigen Stadt wurde zunächst noch abgelehnt, da die Regierung des Großherzogtums Oldenburg befürchtete, den Einfluss auf die Zusammensetzung der Stadtverwaltung zu verlieren. So sollte die mögliche Bildung einer sozialdemokratisch geführten Stadtverwaltung mit eigener Polizeiverwaltung durch die überwiegend sozialdemokratisch orientierte Arbeiterschaft in den Gemeinden verhindert werden.
Der Status als Landgemeinden im Amt Rüstringen endete für die drei Gemeinden Bant, Heppens und Neuende erst am 1. Mai 1911 mit ihrer Vereinigung zur Stadt Rüstringen. Rüstringen war mit rund 48.000 Einwohnern die größte Stadt im Großherzogtum Oldenburg und damit auch größer als die Residenzstadt Oldenburg.
Durch das Groß-Hamburg-Gesetz von 1937 wurden das preußische Wilhelmshaven und das oldenburgische Rüstringen zum 1. April 1937 zur neuen, nunmehr oldenburgischen Stadt Wilhelmshaven vereinigt.
| Tabellarische Darstellung der Entwicklung Wilhelmshavens |                                                |                                                |                                                |                                                |                             |
| Jahr                                                     | Wilhelmshaven                                  | Heppens                                        | Neuende                                        | Bant                                           | Sengwarden                  |
| 1869                                                     | Namensgebung von Wilhelmshaven                 | Heppens                                        | Neuende1                                       | –                                              | Sengwarden                  |
| 1873                                                     | Wilhelmshaven wird Stadt                       | Heppens                                        | Neuende1                                       | –                                              | Sengwarden                  |
| 1879                                                     | Wilhelmshaven                                  | Heppens                                        | Neuende1                                       | Gründung von Bant                              | Sengwarden                  |
| 1902                                                     | Wilhelmshaven                                  | Zusammenschluss zum Amt Rüstringen             | Zusammenschluss zum Amt Rüstringen             | Zusammenschluss zum Amt Rüstringen             | Sengwarden                  |
| 1911                                                     | Wilhelmshaven                                  | Zusammenschluss zur Stadt Rüstringen           | Zusammenschluss zur Stadt Rüstringen           | Zusammenschluss zur Stadt Rüstringen           | Sengwarden                  |
| 1937                                                     | Vereinigung zur neuen Stadt Wilhelmshaven      | Vereinigung zur neuen Stadt Wilhelmshaven      | Vereinigung zur neuen Stadt Wilhelmshaven      | Vereinigung zur neuen Stadt Wilhelmshaven      | Sengwarden                  |
| 1938                                                     | Teile der Gemeinde Kniphausen zu Wilhelmshaven | Teile der Gemeinde Kniphausen zu Wilhelmshaven | Teile der Gemeinde Kniphausen zu Wilhelmshaven | Teile der Gemeinde Kniphausen zu Wilhelmshaven | Sengwarden                  |
| 1948                                                     | Wilhelmshaven                                  | Wilhelmshaven                                  | Wilhelmshaven                                  | Wilhelmshaven                                  | Fedderwarden zu Sengwarden  |
| 1972                                                     | Sengwarden zu Wilhelmshaven                    | Sengwarden zu Wilhelmshaven                    | Sengwarden zu Wilhelmshaven                    | Sengwarden zu Wilhelmshaven                    | Sengwarden zu Wilhelmshaven |

1 Gemeinde Neuende mit dem Ort Rüstersiel

## Wappen
Mit der Vereinigung der Gemeinden Bant, Heppens und Neuende am 1. Mai 1911 zur Stadt Rüstringen wurden eigene Hoheitszeichen erforderlich.  So wurde am 3. Juli 1911 nach einem Entwurf von Georg Sello der „Rüstringer Friese“ das Symbol der Stadt Rüstringen. Dieser leitete seinen Entwurf des Friesen mit Speer und Schild vom mittelalterlichen Siegelbild des Rüstringer Landes ab. Bei der Vereinigung der Städte Wilhelmshaven und Rüstringen zur Stadt Wilhelmshaven am 1. April 1937 wurde das Wappen der Stadt Rüstringen aufgegeben. Jedoch führte Wilhelmshaven 1948 dann doch wieder einen sehr ähnlichen Rüstringer Friesen mit Speer und Schild als neues Stadtwappen ein.

## Söhne und Töchter der Stadt
- Hugo Henke (1888–1945), Politiker (KPD), Landtagsabgeordneter
- Hermann Behrends (1907–1948), SS-Gruppenführer und Generalleutnant der Polizei und verurteilter Kriegsverbrecher
- Bernd Lueken (1908–1978), Physiologe und Hochschullehrer
- Hans Hartmann (1909–2000), Keltologe und Hochschullehrer
- Annemarie Balden-Wolff (1911–1970), deutsche Malerin, Graphikerin und Kunsthandwerkerin
- Richard Lehners (1918–2000), Gewerkschafter und Politiker (SPD), Präsident des Niedersächsischen Landtages, niedersächsischer Innenminister
- Hans Janßen (1918–2001), Politiker, Mitglied des Niedersächsischen Landtages und Oberbürgermeister der Stadt Wilhelmshaven
- Rolf Hornig (1919–2006), Politiker (SPD), Mitglied des Niedersächsischen Landtages
- Angelika Lehmann-Billaudelle (1920–1964), Bildhauerin
- Helmut Heißenbüttel (1921–1996), Schriftsteller, Kritiker und Essayist
- Leo Weinstein (1921–2009), Hochschullehrer für französische Literatur in den USA, Fußballkommentator und Autor